# Dictyotrypeta longiseta
Dictyotrypeta longiseta är en tvåvingeart som först beskrevs av Erich Martin Hering 1939.  Dictyotrypeta longiseta ingår i släktet Dictyotrypeta och familjen borrflugor. Inga underarter finns listade i Catalogue of Life.